# André-Robert Andréa de Nerciat
 (août 2024).
André-Robert Andréa de Nerciat, né le 17 avril 1739 à Dijon et mort en janvier 1800 (ou janvier 1801) à Naples, est un romancier français connu pour ses œuvres libertines, notamment pour son roman posthume, Le Diable au corps.
Personnage relativement mystérieux, il est tour à tour militaire, bibliothécaire, et agent diplomatique.

## Biographie

### Origines et carrière militaire
André-Robert Andréa de Nerciat appartient à une famille d'origine française. Elle est issue de Joseph Andréa, notaire à Groissiat (actuel département de l'Ain), qui a épousé vers 1700 Thérèse Canet. D’après un extrait baptistaire transcrit par Maurice Tourneux et cité dans une édition de l’œuvre de Nerciat préparée par Apollinaire, André-Robert Andréa de Nerciat naît à Dijon le 17 avril 1739. Il est le fils de Jean-Baptiste Andréa (1711-1750), avocat au Parlement de Bourgogne et de Bernarde de Marlot (1714-1788). André-Robert n’a que onze ans lorsque son père meurt.
En plus d’être minimes, les informations relatives à l’enfance de Nerciat s’avèrent plutôt factuelles. D’après sa connaissance des auteurs latins qui transparaît dans ses œuvres, on infère qu’il fait de solides études. À vingt ans, soit en 1759, il embrasse la carrière militaire et entre comme lieutenant dans le bataillon de milices de la province de Bourgogne. En 1760, ce corps militaire est dissous. Au début de sa vingtaine, et encore dans sa minorité, Nerciat se rend alors au Danemark et s’engage dans le régiment d’infanterie d’Oldenbourg qu’il quitte en 1765. Il voyage à nouveau et, dans ces pays, il apprend l’italien et l’allemand.

### Débuts littéraires
Nerciat rentre en France muni d’un brevet de capitaine et d’une retraite. On perd quelques années sa trace pour ne le retrouver qu’en 1771, lorsqu’il est reçu gendarme de la Garde ordinaire du Roi. Il fréquente alors le salon du marquis de La Roche qui fait également partie, depuis 1745, de la Garde ordinaire. Ce marquis, plus connu sous le nom de Luchet, chevalier de Saint-Louis, est un proche de Nerciat ; Luchet brillera à la cour de Frédéric II de Hesse-Cassel. Nerciat aurait, durant cette période de quatre ans, fréquenté des sociétés secrètes de libertinage, d'où il aurait puiser matière pour composer ses futurs romans.
Dès 1775 paraissent les premières œuvres du chevalier : son roman Félicia ou Mes Fredaines obtient un succès immédiat, contrairement à la comédie en prose, Dorimon ou le marquis de Clarville (Strasbourg, 1778), qui fait un four après la première représentation à Versailles, le 18 décembre 1775. C'est aussi l'époque où Nerciat se lance dans l'écriture de livret musicaux, dont parlent les journaux parisiens (1777).
Le comte de Saint-Germain opère une réorganisation de l’armée[Comment ?] dont une des conséquences est le démantèlement du régiment de Nerciat, qui se trouve donc, au commencement de 1776, de nouveau sans emploi. Il exprime le vif chagrin que lui cause la perte de sa fonction dans les Contes nouveaux, publiés en 1777. De même plus tard, par le biais de certains personnages du roman Les Aphrodites, transparaît la rancune qu’il éprouve envers l’instigateur même de sa situation professionnelle plus que précaire.

### Les voyages
Nerciat quitte alors Paris et voyage. Il se rend en Suisse et en Allemagne où il vit de secrètes missions qu’il rend à la Cour. On suppose, nous n’en avons aucune preuve, qu’il était agent secret tout comme Mirabeau et Dumouriez. Pour qui travaillait-il ? Vu la grande instabilité politique des différentes Cours d’Europe et son impérieux besoin d’argent, on suppose que Nerciat jouait sur différents tableaux et qu’il exerçait le métier d’agent double, petit jeu qui le perdra.
Il séjourne quelque temps en Flandre, chez Charles-Joseph de Ligne à qui il dédie ses Contes nouveaux, publiés à Liège en 1777. On perd à nouveau la trace du chevalier pour ne la retrouver qu’en 1780 lorsque le marquis de Luchet, hautement estimé par Frédéric II de Hesse-Cassel, régissait et dirigeait les spectacles et les plaisirs pour le souverain.

### Intrigues de cour en Hesse-Cassel
En effet, attiré à la cour de Hesse-Cassel par Luchet, qui recherche de nouvelles pièces pour le Landgrave, Nerciat lui propose, vers la fin de 1779, un opéra-comique, Constance ou l’heureuse témérité, manuscrit conservé à la bibliothèque de Stuttgart. La première représentation de son opéra-comique en trois actes se déroule au théâtre de Cassel, en 1781, et semble avoir plu à Frédéric II, enorgueilli que des pièces françaises soient jouées en première à Cassel.
Fort de ce succès, Nerciat espère qu’on lui offrira une place à l’intendance des spectacles, mais on ne lui propose qu’une charge de conseiller et de sous-bibliothécaire à la pinacothèque de Cassel. Il accepte tout de même le poste et s'y rend dès le début de l’année 1780. Par reconnaissance et opportunisme, il prononce un éloge grandiloquent au souverain afin de devenir un courtisan apprécié et favorisé. Il attend en vain d’être nommé sous-intendant des spectacles (musique et théâtre), poste promis par Luchet. Cet échec s’explique par le fait que la cour de Hesse-Cassel préfère la musique française, contrairement aux goûts allemands du XVIIIe siècle auxquels adhère le chevalier, qui tendent plutôt, eux, vers la musique italienne.
Dans Félicia, survient d’ailleurs un débat entre les amoureux de la musique italienne et de la musique française au cours duquel les premiers l’emportent. La préférence de Nerciat pour la musique italienne lui nuira donc puisque le glückiste marquis de Trestondam, premier gentilhomme de vénerie de 1772 à 1780 à la cour, avec qui il n’était pas en très bons termes à cause de leurs divergences de goûts musicaux, l’évinça, obtint le poste brigué par Nerciat et devint ainsi le second de Luchet dans ses fonctions de sous-intendant.
Luchet désire réorganiser la bibliothèque du musée de Cassel, mais il est contesté par les érudits, à cause de multiples erreurs dans le classement des livres. Ce sera Nerciat, sous-bibliothécaire, qui fera les frais de la controverse suscitée par la réorganisation de cette bibliothèque. En effet, Apollinaire a retrouvé les articles de journaux d'époque dans lesquels on l’attaque et on l’accuse d’un manque flagrant de connaissances littéraires. Nerciat, offusqué, répondra à cette accusation en se défendant de n’être qu’un exécutant et rejette ainsi la responsabilité sur le marquis de Luchet. Il quitte son poste de sous-bibliothécaire en juin 1782 et accepte la place de surintendant des bâtiments à la cour voisine, celle du Prince de Hesse-Rheinfels-Rotenburg. Le chevalier occupe cette charge un an seulement.
Durant toutes ces dernières années, il développe l’amour de la littérature allemande, en particulier l’anacréontique. Cet passion littéraire va, à nouveau, à l’encontre des goûts de la cour du Landgrave qui adore tout ce qui est français et méprise sa propre littérature nationale.

### Un mariage et un retour en France
Nerciat épouse le 5 février 1782 à Lyon, paroisse La Platrière, Marie-Anne-Angélique Condamin du Chaussan (1760-1830), originaire de Lyon, âgée de 18 ans. De ce mariage sont issus trois enfants : Georges Philippe Auguste (1782-1847), né à Cassel, André Louis Philippe (1783-1855), né à Paris, et Caroline Dorothée Robertine (1793-?) née à Paris. Son premier fils étant né à Cassel, on suppose que le couple repartit en Allemagne, avant de rentrer à Paris.
On suppose qu’il reprend, à son retour à Paris, en 1783, le métier « des armes » et probablement celui d’agent secret. En mars 1783, il est fait baron du Saint-Empire. En octobre de la même année naît à Paris son second fils, André-Louis-Philippe, dont les parrains sont Louis, comte de Narbonne-Lara, et Madame Philippine, landgrave régnante de Hesse-Cassel. Entre 1783 et 1786, on perd le chevalier de vue une fois de plus : cependant, les journaux parisiens annoncent en avril 1784 la publication d'une partition, Variétés musicales, que le chevalier dédie à l'épouse du comte de Narbonne-Lara (cf. biblio).
En 1786, contrairement à la fausse allégation propagée par A. Beuchot et tous les biographes de Nerciat qui affirment que le chevalier fut envoyé en Hollande par le roi de France afin de soutenir les patriotes contre le Stathouder, le chevalier au cœur républicain et patriote se trouvait déjà en Hollande lorsque le conflit éclata.

### En Hollande
En effet, cette même année, il entre dans la légion de Luxembourg, levée en France pour le service de la Compagnie néerlandaise des Indes orientales. Il se rend donc en Hollande, nanti d’un brevet de capitaine afin de s’embarquer pour Ceylan. À cause de délais imposés par la Compagnie, il attendra inutilement l’embarcation qui doit l’y conduire. Aussi le chevalier décide-t-il de séjourner en Hollande, abandonnant ses projets de voyage.
Il passe ainsi l’hiver 1787 à La Haye attendant, en vain, un emploi promis par le Rhingrave de Salm[Quoi ?]. Ces heureux incidents qui concordent avec l’insurgence du parti patriotique hollandais contre le Stathouder lui fournissent l’opportunité de briller dans la carrière militaire du côté des patriotes tel que son roman Julie philosophe en sera l’écho. De fait, la ville d’Amsterdam le nomme major et ensuite lieutenant-colonel d’un régiment d’infanterie levé pour la défense d’Utrecht. Nerciat aurait alors défendu, avec bravoure, les places de Naarden et de Muyden.
Malgré ce succès, le vent tourne en faveur du Stathouder Guillaume V d'Orange-Nassau, qui prend le dessus. Les autorités rétablies refusent de remplir les promesses faites par les insurgés et congédient Nerciat en ne lui offrant aucune récompense pour ses services. Sa situation financière est si précaire, semble-t-il, qu’il doit s’arrêter pendant quelque temps à Bruxelles, faute de ressources. La même année, soit 1787, il fait imprimer à Prague deux comédies-proverbes : Les Rendez-vous nocturnes, ou l’Aventure comique et Les Amants singuliers, ou le Mariage par stratagème.

### Avant et pendant la Révolution
En août 1788, Nerciat est de retour à Paris où il reçoit la croix de Saint-Louis. Il fait paraître la même année Le Doctorat impromptu.
Nulle correspondance n’atteste le lieu où se trouve Nerciat à la veille de la Révolution. En revanche, une lettre, écrite à sa femme le 8 novembre 1796, révèle qu’il est bien à Paris durant une partie de l’année 1790. Il aurait rejoint, l’année suivante, l’armée de Condé, à Koblentz, formée exclusivement d’Émigrés français, curieuse affectation pour un homme aux sentiments républicains. Il y occupe le grade de colonel. En 1792, il devient aide de camp du duc de Brunswick à qui il aurait vendu ses services d’agent secret.
Les descendants de Nerciat tentent de masquer les activités du chevalier durant la période révolutionnaire, car il semble que Nerciat menacé par la gêne financière eut un parcours plutôt opportuniste. Peu belliqueux, dénué d’obstination propre aux révolutionnaires ou aux ultras, il semble qu’il flairait le vent qui changeait sans cesse. Son fils, Auguste Andréa de Nerciat (1782-1847), qui fut attaché au ministère des Affaires étrangères, semble vouloir, diplomatie oblige, redorer l’image de son père. Aussi, dans une lettre datée du 6 décembre 1821 et adressée à Beuchot, qui préparait un article consacré à Nerciat dans la Biographie universelle, Auguste le présente-t-il non pas comme un agent secret payé par le duc de Brunswick, mais plutôt comme un officier du chef des armées prussiennes. Nerciat aurait, sous les ordres du duc, accepté la dangereuse mission d’obtenir des garanties sur la protection de la vie de Louis XVI. De même, le baron Robert Andréa de Nerciat (1862-1938), fils du précédent, lorsqu’il rend visite à Émile Henriot en 1929, évoque cette mission à la fois périlleuse et respectable retranscrite dans le journal Le Temps. Pourtant, nulle archive de la correspondance de Prusse n’atteste cette mission. Au contraire, les Archives des Affaires étrangères, contiendrait une notice dans laquelle on mentionne que Certani, anagramme de Nerciat, aurait reçu du gouvernement français, le 9 septembre 1792, deux montants d’argent pour ses services d’agent secret. Il aurait donc travaillé pour le gouvernement révolutionnaire, puisque ces deux paiements correspondent à deux missions accomplies pour Lebrun, alors ministre des Affaires étrangères.
Il est tout aussi probable que le chevalier ait abandonné la cause des émigrés avant de se présenter chez Lebrun pour lui offrir ses services. Son roman Les Aphrodites contient quelques passages qui semblent confirmer cette hypothèse. De plus, à la lecture de certaines notes de ce roman, il est clair qu’il déteste les Jacobins et qu’il n’épargne nullement les aristocrates émigrés, mais il n’est pas contre la Révolution, puisqu’il fut espion pour la République. Ce qui est sûr, toutefois, c’est qu’à partir de septembre 1792, Nerciat a travaillé pour le gouvernement révolutionnaire. Les deux payements mentionnés plus haut correspondent aux deux occasions où Lebrun a envoyé le chevalier à Neuwied, en Allemagne, afin d’y porter de la correspondance. À la suite de ces deux missions, Nerciat ne peut pas rentrer en France. Pourquoi ?
Une première hypothèse veut qu'il aurait exercé le métier de libraire d’abord à Neuwied, ensuite à Hambourg et enfin à Leipzig. 
Une seconde veut qu'il aurait plutôt servi dans l’armée prussienne de 1792 à 1795.
Un fait est certain à l’égard de ses œuvres, trois de ses romans paraissent durant cette période, soit Monrose (1792), Mon noviciat ou les joies de Lolotte (1792) et Les Aphrodites (1793).

### Sous le Directoire
Au mois d’août 1795, l’épouse du chevalier, restée à Paris avec Louis, le fils cadet et un troisième enfant, une fille née à Paris, en mai 1793, sollicite un passeport du Comité de salut public afin que son époux et Auguste, le fils aîné élevé en Allemagne, alors âgé de douze ans, puissent venir les rejoindre en France. Nerciat semble n'être pas revenu à Paris, car il poursuit ses activités d’espionnage.
Aussi, en 1796, Charles-François Delacroix, ministre des Affaires étrangères charge-t-il Nerciat d’une importante mission secrète. Le chevalier doit sonder à Vienne les chances d’une paix séparée avec l’Autriche. Sur le chemin qui doit le mener au lieu de ses investigations, il s’arrête dans les villes de Halle, Dresde, Prague et Leipzig. Il aurait vraisemblablement voyagé en compagnie du comte  Joseph Karl Emanuel Waldstein (d)  (1755-1814) à qui il donne rendez-vous à la foire de Leipzig. On prétend qu’il aurait séjourné quelques jours avec le comte à son château de Dux en Bohème, où il aurait probablement rencontré Casanova. Il adresse régulièrement des rapports au secrétaire de Delacroix, un certain Charles Guiraudet (1755-1804), avec qui par ailleurs madame de Nerciat, faute d’avoir son mari auprès d’elle, aurait entretenu des relations intimes : il deviendra brièvement son second époux à la mort du chevalier.
La correspondance adressée à Guiraudet qui relate des faits qui doivent être tenus dans le secret est codé en solfège, c’est-à-dire en notes de musique. Musicien accompli, Nerciat aurait imaginé cet ingénieux langage énigmatique lors d’une correspondance avec une femme mariée. Il arrive enfin à Vienne avec un faux passeport au nom de Certani, originaire de Naples et professeur de musique. La capitale autrichienne lui offre l’opportunité de renouer avec d’anciennes connaissances dont le prince de Ligne, le prince Lubomirski, le landgrave de Hesse-Rheinfels entre autres. Nerciat vit dans la peur constante que ses amis, aristocrates, ne découvrent ses relations avec la France révolutionnaire et de perdre ainsi leur estime. Il souffre également de ce métier d’agent secret qu’il doit exercer dans l’ombre, alors que le général Clarke s’est vu, lui, confier, par le Directoire, une mission officielle à Vienne. En clair, il est difficile de choisir pour Nerciat entre l’amitié née de ses relations et de ses origines aristocratiques, et les idéaux politiques révolutionnaires qui soulèvent d’espoir tout son pays.
Le 24 décembre 1796, Nerciat reçoit l’ordre de la police viennoise de quitter la ville. Peu après son départ, au début de janvier 1797, il est soudainement arrêté à Linz. Afin d’éviter qu’on le traite en espion, il se déclare comme un agent du corps diplomatique. Le 24 janvier 1797, les autorités lui ordonnent de quitter les États autrichiens. Le soir même, ils le forcent à signer une déclaration dans laquelle le chevalier s’engage à quitter l’Empire et à n’avoir aucun contact avec les armées impériales italienne ou allemande. Nerciat, à qui les autorités paient les frais de voyage, poursuit sa route et passe par Ratisbonne et ensuite Bâle. Il souhaiterait ardemment entrer à Paris pendant quelques semaines, mais Delacroix, ministre des Affaires étrangères, l’envoie en mission ouverte à Milan afin de seconder le général Clarke qui prépare la paix de Campo Formio. Évidemment, cette affaire lui sert de couverture puisque le but véritable de son séjour à Milan est la mission secrète suivante : surveiller Joséphine Bonaparte en Italie. La résonance italienne de son nom lui permettait de se faire passer pour un baron italien, ce qui convenait parfaitement à cette mission. Une fois la mission accomplie, Delacroix lui envoie les frais de retour afin qu’il se rende à Rome, d’où il devait retourner en France. Toutefois, au lieu de rentrer au pays, Nerciat se rend à Naples.
Lorsque le Directoire veut placer un surveillant habile, discret et efficace à la cour du royaume des Deux-Siciles, Talleyrand, qui a remplacé Delacroix comme ministre des Affaires étrangères, pense au chevalier dont il connaît les excellentes compétences, grâce aux notes de Delacroix. Malgré sa faveur auprès du roi des Deux-Siciles qui l’a fait comte en décembre 1797, le chevalier, peu scrupuleux, joue à nouveau les agents-doubles et accepte les propositions de Talleyrand. Peu de temps après l’avoir investi de cette mission, le ministre apprend que son agent entretient d’excellentes relations avec la cour de Naples. En effet, Nerciat n’est rien de moins que chambellan de la reine Marie-Caroline. Talleyrand révoque sur-le-champ sa nomination.

### Une fin misérable
Sous les ordres de la reine Marie-Caroline, Nerciat se rend à Rome, en février 1798, en mission auprès du pape Pie VI. Il tombe alors aux mains des troupes françaises commandées par le général Berthier qui avaient pris la capitale romaine le 11 février 1798. Nerciat est emprisonné au château Saint-Ange, ancienne forteresse des papes. Il n’est libéré qu’en septembre 1799 quand les troupes napolitaines reprennent possession du château. Malade, sans papiers, dépouillé des manuscrits de quelques ouvrages, le chevalier se retire à Naples, ville en proie au sanfédisme, où il meurt peu de temps après, soit en janvier 1800, soit en janvier 1801, probablement à cause des conditions épouvantables de son incarcération et du climat politique délétère, profondément anti-révolutionnaire.
Son roman posthume, Le Diable au corps, paraît, sous pseudonyme, en 1803, imprimé sans doute dans les Ardennes : une très grande partie du tirage est alors saisie par les douanes à son entrée dans Paris. La première réimpression est allemande et date de 1842.

## Œuvre
Militaire, musicien, bibliothécaire, écrivain polygraphe, agent double, le chevalier Nerciat eut une vie encore plus rocambolesque que les tourbillons licencieux de ses personnages. Sa vie fut à l’image de son époque, celle des Lumières, bouleversée par des événements incontrôlables et des régimes politiques en crise et en lutte les uns contre les autres. Certes, vers la fin de sa vie, son penchant pour les aventures l’a contraint à un opportunisme de survie, dû à l’adversité des circonstances, mais ce destin, loin de toute grandeur, le préserva du sort funeste que connurent par exemple Condorcet ou Danton.
Il est un contemporain de Casanova, Restif de la Bretonne et du marquis de Sade.
Si Nerciat, qui joua sur les deux tableaux (monarchie ou république), souvent par nécessité financière ou par simple sécurité pour sa personne, ne fut pas aussi fin politique ou chanceux qu’un de ses illustres patrons, Talleyrand, il laissa à la postérité une œuvre littéraire bien moins périssable. Ses romans libertins, au fond assez raisonnables et convenables sur le plan de la philosophie politique, fourmillent de joie de vivre et de santé heureuse, tout à l’opposé du cynisme et de la dureté de la vie politique de son époque, particulièrement corrompue et sanglante. Si son œuvre reflète sa vie, le chevalier, subtil libertin, dut connaître à travers tant de vicissitudes professionnelles de très joyeux moments. Si elle ne la reflète nullement, cette vie chaotique dut lui être particulièrement pénible pour soutirer de lui une telle compensation imaginaire. S’il faut trancher, son œuvre est largement autobiographique et propose un miroir très fidèle des mœurs  d'une partie de l’aristocratie française : en définitive, sa vie fut aussi dangereuse que son œuvre est joyeuse.
Avant 1828, une bonne partie de ses écrits lui sont attribués : Antoine-Alexandre Barbier et Joseph-Marie Quérard, bibliographes spécialistes des ouvrages publiés anonymement ou sous pseudonymes, en produisent une première liste assez précise, qu'ils qualifient d'érotique. Par la suite, la plupart des écrits d'Andrea de Nerciat ont été réédités à partir du milieu du XIXe siècle : d'abord de façon clandestine, puis, avant 1914, sous la forme d'éditions critiques. Après 1945, les études universitaires s'emparent de son œuvre — le travail de Raymond Trousson est à ce titre essentiel —, désormais disponible en éditions de poche.

### Écrits
- Félicia ou Mes Fredaines[12] :

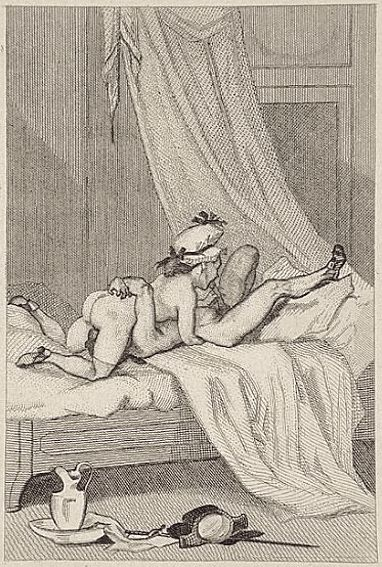
L'une des figures illustrant Le Diable au corps, exécutée par Félicien Rops pour l'édition Poulet-Malassis, Bruxelles, 1865.

1. Indiqué comme publié à Londres [Paris, chez Hubert Cazin, 1775, 4 vol.] avec 12 puis 24 figures d'après Charles Eisen : la première ne fut pas condamnée ; réimpr. en 1776, 1778 et 1784 ;
2. Amsterdam [Paris], de 1780 à 1793, en 2 vol. — une édition de 1782 est illustrée par Elluin d'après Antoine Borel[13] ;
3. Paris, An III [1795-1798], en 4 vol.

- Dorimon, le marquis de Clairville, comédie, jouée pour la première fois à Versailles le 18 décembre 1775, publié à Strasbourg, Levrault, 1778 avec mention-titre du « chevalier de Nerciat ».
- Contes nouveaux, A Liège, 1777 [mentions fictives] ; écrits en vers et dédiés au prince de Ligne — sur Gallica.
- Constance, ou l’Heureuse Témérité, comédie en trois actes, mêlée d’ariettes, Cassel, P.O. Hampe [Shanope], 1780, avec mention-titre du « chevalier de Nerciat ».
- L’Étourdi[14], roman épistolaire, A Lampsaque, 1784, 2 vol.
- Les écarts du tempérament ou Le catéchisme de Figaro [« esquisse dramatique »], contenant 4 figures [sans nom], Londres [?], 1785 — ouvrage anonyme attribué, consiste en la première partie du Diable au corps[15].
- [Docteur Cazzoné][16] Les Amants singuliers, ou le Mariage par stratagème, comédie-proverbe en un acte et en prose, Prague, [Jean Ferdinand Le Noble de Schönfeld][17], 1787, avec mention-titre « par le chevalier de N.....t ».
- Les Rendez-vous nocturnes, ou l’Aventure comique, comédie-proverbe en un acte et en prose, Prague, [Jean Ferdinand Le Noble de Schönfeld], 1787, avec mention-titre « par le chevalier de N.....t ».
- Le Doctorat impromptu[18], Paris, [Cazin], 1788 avec 2 figures libres — rééd. avec mention Londres, 1788 [Paris, Poulet-Malassis], 1866.
- Julie philosophe, ou le Bon Patriote. Histoire à peu près véritable, d’une citoyenne active qui a été tour-à-tour agent et victime dans les dernières révolutions de la Hollande, du Brabant et de la France[19], [Paris, Cazin], 2 vol., 1791
- Mon noviciat, ou les Joies de Lolotte, 2 vol., sans lieu [Berlin ou Leipzig, 1791 ?], 1792, avec 2 figures libres.
- Monrose, ou le Libertin par fatalité[20], 4 vol., 1792 [Cazin ?] ; une édition sous-titrée Suite de Félicia, paraît en 4 vol., [Paris], 1795, avec des figures attribuées à Queverdo[21].
- Les Aphrodites[22], ou Fragments thali-priapiques pour servir à l’histoire du plaisir, A Lampsaque [mention fictive], 1793, 2 vol. en 8 fascicules, avec 13 gravures d'après des esquisses attribuées à Sigmund Freudenberger.
- Le Diable au corps[23], « œuvre posthume du très recommandable docteur Cazzoné, membre extraordinaire de la joyeuse Faculté phallo-coïro-pygo-glottonomique »[24], [Paris], [à Mézières, par Frémont], 3 vol. in-8 et 6 vol. in-18, 1803, avec 20 gravures non signées, attribuées aux dessins de Charles Monnet[25].

Partitions et livrets signés par le « chevalier de Nerciat »
- La Surprise de l'amour. Ariette[26], Paris, Chez Jolivet marchand de musique de la Reine, [août] 1777.
- Les invalides de l'amour. Quatuor bacchique[27], Paris, Chez Jolivet marchand de musique de la Reine, [octobre] 1777.
- Variété musicale ou premier œuvre de morceaux de chant pittoresque[28], dédié à la comtesse Louise de Narbonne, Paris, Chez Cousineau, [avril] 1784.

Attributions discutées ou douteuses
- Le Vademecum des f[ou]teurs, par le docteur Cazzoné, membre de l'Académie, Lampsaque, au temple de Priape, 1775, avec un frontispice[29].
- Les Galanteries du jeune chevalier de Faublas, ou Les Folies parisiennes. Par l'auteur de Felicia : faux fabriqué par un libraire parisien [Au Bureau de la Bonneterie, 1788], pour concurrencer le succès de l'ouvrage de Louvet.
- L'Odalisque, roman libre, traduit du turc, par Voltaire, Constantinople, 1779 ; une seconde édition, sous le titre L'Odalisque, ouvrage érotique, lubrique et comique, traduit du Turc, par un membre extraordinaire de la joyeuse Faculté phallo-coïro-pygo-glottonomique, et les mentions : Constantinople, 1787.
- Liste de tous les Prêtres trouvés en flagrant délit chez les Filles publiques de Paris, sous l’Ancien Régime..., Paris, chez les marchands de nouveautés, 1790.
- Télescope de Zoroastre, ou Clef de la Grande Cabale divinatoire des Mages, [Paris], 1796, ill. de 7 planches cabalistiques[30].

#### Ouvrages principaux
- Bibliographie anecdotique et raisonnée de tous les ouvrages d'Andréa de Nerciat, par M. de C*** (Vital Puissant), bibliophile anglais, édition ornée du portrait inédit de Nerciat gravé d'après l'original appartenant à M. B. de Paris, Londres, Job.-Alex. Hooggs, 1876 — sur Gallica.
- Guillaume Apollinaire, L’Œuvre du chevalier Andréa de Nerciat, coll. Les Maîtres de l'amour, Paris, Bibliothèque des curieux, 1910-1911 ; rééd. Paris, Bibliothèque des curieux, 1927 — sur Gallica — essai finalisé par Fernand Fleuret et Louis Perceau contenant de nombreuses œuvres de Nerciat.
- Sarane Alexandrian, Les Libérateurs de l’amour, Paris, éditions du Seuil, coll. « Points », no 79, 1977.
- Raymond Trousson, Romans libertins du XVIIIe siècle, Paris, Laffont, coll. « Bouquins », 1993.

#### Articles et thèses scientifiques
- Eugène Asse, « Le Chevalier de Nerciat », in: Octave Uzanne (dir.), Le Livre, Paris, Maison Quantin, 1888, 9e année, p. 17-32 — lire en ligne.
- Olivier Bastide, « Les fastes du monde foutant ou le libertinage de Nerciat romancier », thèse de doctorat dirigée par Huguette Krief, université Aix-Marseille I / université de Provence, 2009.
- Jean-Claude Hauc, « Andréa de Nerciat », in: Aventuriers et libertins au siècle des Lumières, Paris, Les Éditions de Paris, 2009.
- Émile Henriot, « Le chevalier de Nerciat », in: Les Livres du second rayon irréguliers et libertins, Paris, Grasset, 1948.
- Hubert Juin, « Un portrait d’Andréa de Nerciat », in: Chroniques sentimentales, Paris, Mercure de France, 1962.
- Julie Paquet, « Présentation d'Andréa de Nerciat et des romans à l'étude »[31] (p. 24-41) in: Le libertinage solaire de Nerciat, thèse de doctorat, 2013.
- Marion Luise Toebbens, Étude des romans libertins du chevalier de Nerciat (1739-1800), University of Alabama, 1974.
- Carmen Szabries, « Libertinage et libertins dans les romans d'Andréa de Nerciat », thèse, Sorbonne, Paris IV, 2007.

#### Préfaces et postfaces à ses œuvres
- Jean-Christophe Abramovici, préface de Lolotte (1792), Andréa de Nerciat, Cadeilham, éditions Zulma, 2001, 346 p.
- Jean-Christophe Abramovici, préface de Félicia (1775), Andréa de Nerciat, Cadeilham, éditions Zulma, 2002, 368 p.
- Hubert Juin, préface de Le Diable au corps (1803), Paris, La bibliothèque oblique, 1980, tome 1, 253 p.
- Hubert Juin, postface de Les Aphrodites, fragments thali-priapiques pour servir à l’histoire du plaisir (1793), Paris, UGE, coll. « 10/18 », 1997, 572 p.